# ダイハツ・ラガー
ラガー (RUGGER) は、かつてダイハツ工業が製造していたクロスカントリータイプの四輪駆動車である。

## F70系 概要
タフト（初代モデル）のフルモデルチェンジにあたり、日本国内向けは名称を「ラガー」へ変更。当初は4ナンバーの商用車扱いであり、4ナンバーとしてはフルフラットシートを初めて標準で装備した。
タフト同様、ラダーフレームに、4輪リーフスプリングとリジッドアクスルの足回りを持つ本格四輪駆動車であるが、ボディサイズを一廻り大きくし、スタイルも洗練されたものに変更され、より乗用車らしくなった。駆動方式も変わらず、リア・センタースルー、フロント・オフセットドライブのトランスファーに2速の副変速機を内蔵するパートタイム式四輪駆動である。
ボディはタフトと同じ2ドアのソフトトップ、金属製ハードトップを持つバンタイプのメタルトップ、FRP製ハードトップを持つレジントップの3タイプである。ホイールベースは前二者が2,205 mm、レジントップが2,530 mm、海外向けのピックアップが2,800 mmである。

燃料給油口はロッキー（フェローザ）と同様、右側にある。
タフト同様にトヨタ自動車へブリザードとしてOEM供給された。ブリザードはエンジンがトヨタの2L型 2.4 L・直列4気筒SOHCディーゼルエンジンへ変更された。当時ダイハツは、このL型系列エンジンの一部も受託製造していた。1990年（平成2年）4月に5ナンバー登録のランドクルーザー70プラドが発売され、ブリザードはラガーに先駆けてモデル廃止となる。
ターボ車、乗用車登録のワゴン、オーバーフェンダーの追加、前後サスペンションの型式変更、3ナンバー車の設定など、さまざまな改良が加えられた。ディーゼルターボ、4ドア、ATが人気の鍵となったRVブームに沸く当時の日本国内市場で、3ドアのみでATが最期まで設定されず、ライバル車の台頭とともに販売台数が伸び悩み、テリオスへ代替してロッキー（フェローザ）とともに生産を終了した。

## エンジン・トランスミッション・ブレーキ
エンジンはDL型直列4気筒OHV・2,765ccディーゼルエンジンのみで、ガソリンエンジンは用意されなかった。トランスミッションもレジントップは5速、ソフトトップは4速フロアMTのみである。ブレーキに関してはフロントにソリッドディスクローター式のディスクブレーキが、リアにリーディング・トレーリング式のドラムブレーキがそれぞれ用いられた。前車種のタフトはOEMの初代ブリザードを含め、生産終了まで終始、総輪ドラムブレーキのままだった。

## 海外
インドネシアではタフトGT、ロッキー、ハイラインGTS/GTL、フェローザ、欧州などではロッキー、英国などの一部でフォートラックの名称が使われている。1980年代のダカール・ラリーにはしばしこの「ロッキー」での参戦が見られる。
日本国内向けと海外向けでは以下の点が異なる。
- フェローザにはダイハツ製HD型1.6 L、ハイライン/ロッキーにはトヨタ製3Y型 2.0 L型、同4Y型 2.4 Lガソリンエンジンモデルが存在する。
- ハイラインとフェローザには後輪駆動 (2WD) モデルが存在する。
- タフトGT/ロッキー/ハイラインにはロングホイールベース（2,800 mm）のピックアップが存在する。
- タフトGT/ハイラインにはロングホイールベース（2,800 mm）の5ドアワゴンが存在する。
- 型式では日本国内向けとタフトGTがディーゼルモデルのF70系のみ、ロッキー、ハイライン、フェローザはガソリンモデルのF80/F90を含む。

1989年には、イタリアのベルトーネとライセンス契約を結ぶ。2.5 Lターボディーゼル、2.0 Lと2.7 Lガソリンの、全てBMW製直列6気筒エンジンを積み、ベルトーネで組み立てられ、フリークライマーとして販売された。ターボディーゼルは少数ながら日本へ正規輸入され、販売された。
日本で販売が終了した後も海外向けは2002年まで販売継続した。

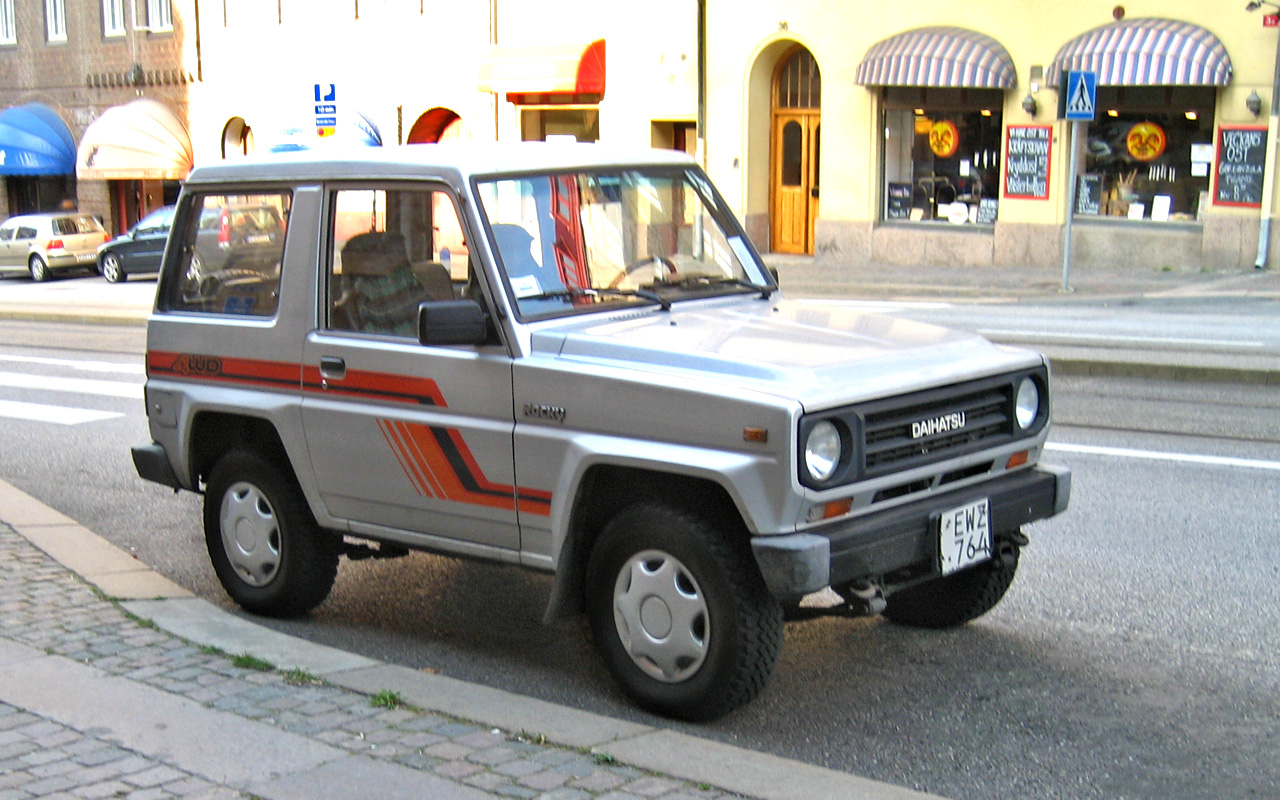
フェイスリフト前のメタルトップ 写真は欧州向けロッキー
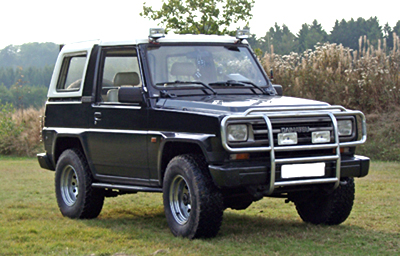
ファーストフェイスリフト後のレジントップ 写真は欧州向けロッキー
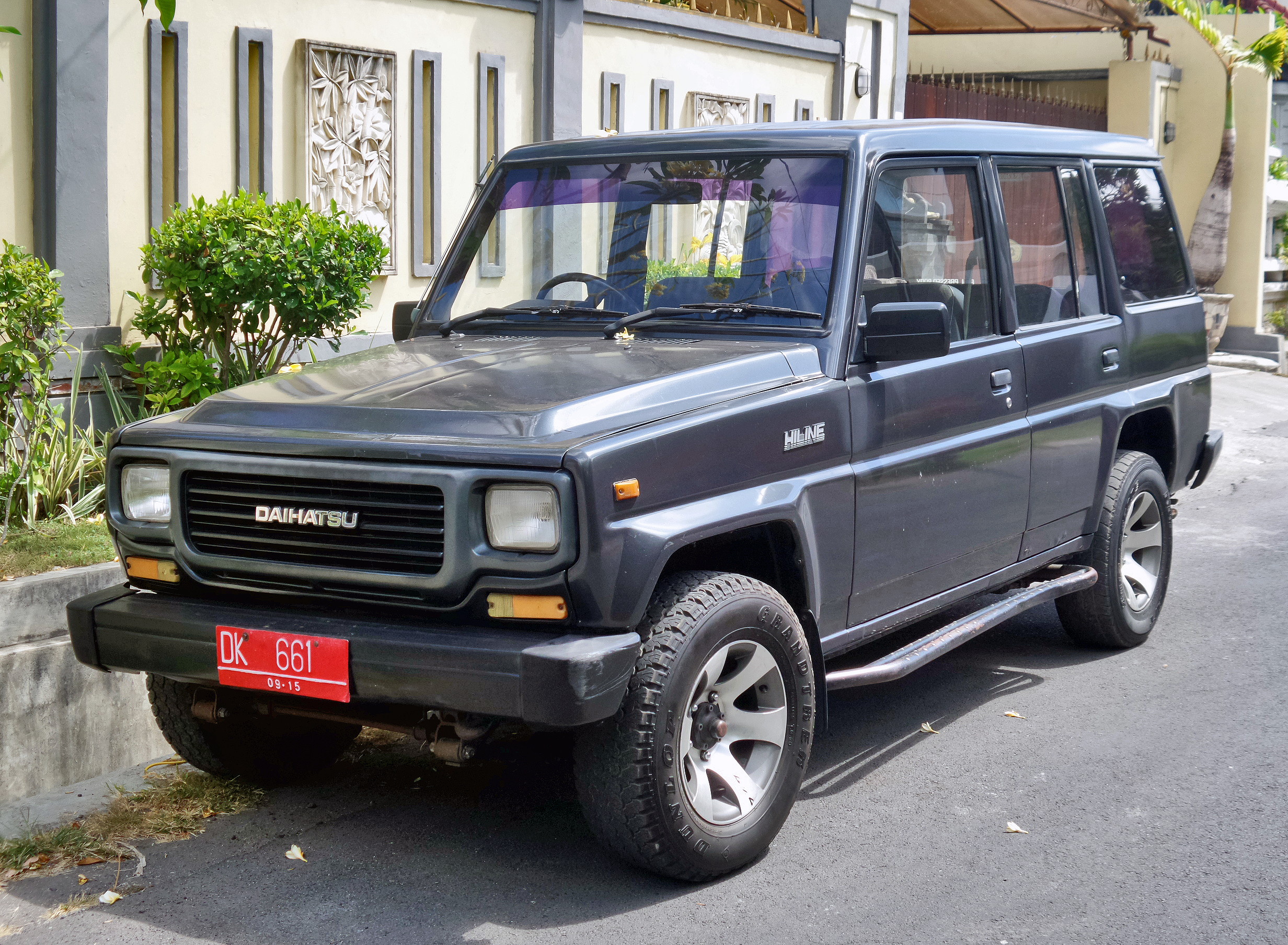
セカンドフェイスリフト後の5ドア 写真はインドネシア製ハイライン

## 車両型式 F7#型 (1984年-1997年)
- 1984年（昭和59年）4月 タフトのフルモデルチェンジ版として登場。
- 1984年（昭和59年）9月 - 97馬力にパワーアップしたターボ車を追加。
- 1985年（昭和60年）9月 - 後席シートを大きく広くしたワゴン（乗用登録）追加。
- 1987年（昭和62年）9月 - マイナーチェンジ。ヘッドランプを丸形から角形へ変更。エンジンはOHVのままカムシャフトの駆動方式をギヤからタイミングベルトへ変更[4]。
- 1989年（平成元年）4月 - ターボワゴン・ハードトップGLをベースに、グリルガード、3連メーターなどを追加装備した特別仕様車「ロードスター」が追加された。全てのグレードラインナップで、5速MTと組み合わせとなる[1]。
- 1989年（平成元年）10月 - オーバーフェンダーを装備した「プリオール」と、これのターボワゴン・レジントップをベースにした「スポーツアフィールド」を追加。全幅は1,700 mm 未満で4ナンバーおよび5ナンバーのまま[1]。
- 1990年（平成2年）11月 - マイナーチェンジ。フロントグリル形状を変更し、大型化。ターボ車はインタークーラーの追加で115馬力へパワーアップ[5]。
- 1993年（平成5年）4月 - マイナーチェンジ。サスペンションを、4輪リーフスプリング+リジッドアクスルから、フロント、トーションバー・スプリング + ダブルウィッシュボーン、リア、コイルスプリング + 5リンク リジッドアクスルに変更[5]。最上級モデルはオリジナルのダイハツ車で初の3ナンバー車（2019年6月現在、自社生産車では唯一[7]）となる。ターボ付きで2タイプのボディと2グレードのみの設定となり、幌を含む商用モデルが全廃された[1]。
- 1995年12月[8] 国内向け生産終了。以降は在庫対応分のみ販売する。
- 1997年4月[5] 国内向け販売終了。

型式割り当て
| グレード                                 | 型式           | 販売期間                                                                           |
| ---------------------------------------- | -------------- | ---------------------------------------------------------------------------------- |
| ロードスター                             | Q-F71G         | 1989年4月 - 1993年3月                                                              |
| ターボワゴン・ハードトップ プリオール/EL | Q-F71G         | 1989年10月 - 1993年3月                                                             |
| ターボワゴン・レジントップ プリオール/EL | Q-F76G         | 1989年10月 - 1993年3月                                                             |
| スポーツアフィールド                     | Q-F76G         | 1989年10月 - 1993年3月                                                             |
| ターボ・ソフトトップ EX                  | S-F70          | 1989年10月 - 1993年3月                                                             |
| ターボ・レジントップ EX                  | S-F75V         | 1989年10月 - 1993年3月                                                             |
| ターボワゴン・レジントップ SX            | Y-F78W KD-F78W | 1993年4月 - 1995年4月（頭にYがつくもの） 1995年5月 - 1997年4月（頭にKDがつくもの） |
| ターボワゴン・レジントップ SE            | Y-F78G KD-F78G | 1993年4月 - 1995年4月（頭にYがつくもの） 1995年5月 - 1997年4月（頭にKDがつくもの） |
| ターボワゴン・ハードトップ SX            | Y-F73W         | 1993年4月 - 1995年4月（頭にYがつくもの） 1995年5月 - 1997年4月（頭にKDがつくもの） |
| ターボワゴン・ハードトップ SE            | Y-F73G KD-F73G | 1993年4月 - 1995年4月（頭にYがつくもの） 1995年5月 - 1997年4月（頭にKDがつくもの） |

## 車名の由来
- 英語で「ラグビー」の口語。